# Koffeinmentesítés
A koffeinmentesítés egy folyamat, melyben a kávébabok, a tealevelek vagy egyéb koffeintartalmú anyagok koffeintartalmát eltávolítják. Bár a koffeinmentesített termékeket legtöbbször „koffeinmentesnek” nevezik, ezek még így is tartalmaznak valamennyi koffeint; az Egyesült Államok az eredeti koffeintartalom legfeljebb 3%-át, az EU a teljes tömeghez képest maximum 0,1% koffeintartalmat engedélyez.
A kívánt csökkentett koffeinszintet számos módszerrel lehet elérni. Ezeket általában a pörköletlen (zöld) babokon hajtják végre, és az eljárások leggyakrabban gőzöléssel kezdődnek. Ezután a kávébabokat olyan anyagban áztatják, ami kivonja belőlük a koffeint úgy, hogy a bennük levő egyéb illat- és ízanyagok sértetlenek maradjanak. Mivel a kávé több mint 400, élvezeti szempontból fontos vegyi anyagot tartalmaz, ezért a tökéletes végeredmény elérése kihívást jelent.
Az arab kávé termése általában a robuszta kávé koffeintartalmának nagyjából a felét tartalmazza; a különlegesen alacsony koffeintartalmú arabicát 2004-ben fedezték fel Etiópiában.

## Direkt eljárás
A direkt eljárás során a kávébabokat 30 percig gőzölik, majd több lépésben diklórmetánnal, vagy etil-acetáttal mossák át 10 órán keresztül. Az oldószer leszűrése után a kávébabokból a maradék oldószert 10 órán át tartó gőzöléssel távolítják el. Az etil-acetáttal végzett kivonást néha természetes kivonási eljárásnak tüntetik fel, ugyanis az etil-acetát több gyümölcsben és zöldségben is megtalálható, azonban a kivonáshoz használt oldószert nem a növényekből nyerik, hanem szintetikus úton állítják elő. 

## Fordítás
- Ez a szócikk részben vagy egészben  a   Decaffeination című angol Wikipédia-szócikk fordításán alapul.  Az eredeti cikk szerkesztőit annak laptörténete sorolja fel. Ez a jelzés csupán a megfogalmazás eredetét és a szerzői jogokat jelzi, nem szolgál a cikkben szereplő információk forrásmegjelöléseként.